# Жилина (Орловская область)
Жи́лина — деревня в Орловской области России. Административный центр Неполодского сельсовета Орловского района. В рамках организации местного самоуправления входит в Орловский муниципальный округ.

## География
Расположена на Среднерусской возвышенности в центре Восточно-Европейской равнины, у северной границы города Орла, примыкая к нему вплотную.
Часовой пояс
Деревня Жилина, как и весь Орловский район, находится в часовой зоне МСК (московское время). Смещение применяемого времени относительно UTC составляет +3:00.
Климат
Жилина находится в зоне умеренно—континентального климата (в классификации Кёппена — Dfb), который зависит от северо-западных океанических и восточных континентальных масс воздуха, взаимодействующих между собой и определяющих изменения погоды. Зима умеренно прохладная. Лето неустойчивое.

## Этимология
До сих пор нет однозначного ответа на вопрос — как правильно называть деревню — Жилино или Жилина. Официальное название — Жилина с буквой «а» на конце. Таким образом, этимология названия неоднозначна. Можно предположить, что основали населённый пункт люди с фамилией Жилины. Однако, в настоящее время людей с такой фамилией в деревне не проживает. А также окончание «а» может указывать на принадлежность поселения владельцу и старое название (в отличие от многих переименованных после революции на окончание «о») сохранилось. В «Списке населённых мест Орловской губернии» также присутствуют оба варианта названия.
Среди населения более употребительным названием населённого пункта является «Плодовка», так как здесь располагается Всероссийский научно-исследовательский институт селекции плодовых культур, ранее называвшийся Орловской зональной плодово-ягодной станцией.

## История
Установить точную дату основания деревни невозможно, однако, по косвенным признакам — наличию на территории деревни древней каменоломни по добыче известняка и находкам кованых гвоздей можно предположить, что люди жили здесь довольно давно. На карте середины XVIII века на месте, где сейчас находится деревня, обозначены жилые строения и возделываемые поля, однако название населённого пункта не указано, в отличие от названий соседних населённых пунктов — деревни Никуличи и села Плещеево. До середины XX века крупным населённым пунктом деревня никогда не была — в ней не было собственной церкви и, по всей видимости, жители её были прихожанами церкви в соседнем селе Плещеево.
В соответствии со «Списком населённых мест Орловской губернии по сведениям 1866 года» владельческое сельцо Жилино располагалось в 2 километрах от Орла, по реке Оке, по правую сторону Болховского почтового тракта. Состояло из 34 дворов с населением 251 человек.
С 2004 до 2021 гг. в рамках организации местного самоуправления деревня являлась административным центром Неполодского сельского поселения, упразднённого вместе с преобразованием муниципального района со всеми другими поселениями путём их объединения в Орловский муниципальный округ.

## Население
| 2002 | 2010  | 2021  |
| ---- | ----- | ----- |
| 2869 | ↘2767 | ↗6915 |

По численности населения — 6915 чел. (2021) — деревня на третьем месте среди населённых пунктов Орловского района (после пгт. Знаменка и п. Стрелецкий).
Национальный состав
Согласно результатам переписи 2002 года, в национальной структуре населения русские составляли 98 % от жителей.

## Инфраструктура
В настоящее время (2019) в деревне расположены ВНИИ селекции плодовых культур, средняя школа, детский сад, администрация Неполодского сельского поселения. Деревню окружает крупный массив плодовых садов. Частная застройка перемежается с застройкой городского типа. С 2013 года ведется строительство микрорайона «Болховский», высотностью 16 — 17 этажей.

## Транспорт
По деревне проходит федеральная дорога Р92 Калуга — Орёл.
С областным центром деревню связывают пригородные маршрутные такси, имеющие трёхзначный номер маршрута.

## Люди, связанные с деревней
- Валерий Баринов — российский актёр театра и кино.
- Егор Строев — бывший губернатор Орловской области, в 1991—1993 годах директор ВНИИ селекции плодовых культур, академик РАСХН.
- Евгений Седов — выдающийся российский селекционер, академик РАСХН, почётный гражданин Орловской области [2].

## Достопримечательности
Дендрологический парк, ВНИИСПК.
Памятник И. В. Мичурину — выдающемуся биологу и селекционеру.